# Тарпа
Та́рпа (венг. Tarpa) — посёлок (надькёжег) в медье Сабольч-Сатмар-Берег в Венгрии. Посёлок занимает площадь 49,72 км², на которой проживает 2 278 жителей (2001).

## История
Тарпа в первый раз под именем «Turpa» было упомянуто в грамоте 1299 года, затем в 1321 году село именовалось «Thorpa», в 1332 — «Corpa» и «Torpa». В это время уже была построена церковь, посвящённая Андрею Первозванному. В XIII веке уже много людей жило в селе семьи «Tarpai». В реестре десятины Папы Римского (в 1333 году) название Торпа.

## Население
| Год  | Численность | Численность |
| ---- | ----------- | ----------- |
| 2013 | 2164        | [ 2 ]       |
| 2014 | 2226        | [ 3 ]       |
| 2015 | 2322        | [ 4 ]       |
| 2021 | 2585        | [ 5 ]       |
| 2022 | 2315        | [ 6 ]       |
| 2023 | 2422        | [ 7 ]       |
| 2024 | 2299        | [ 1 ]       |